# Calceolaria aperta
Calceolaria aperta är en toffelblomsväxtart. Calceolaria aperta ingår i släktet toffelblommor, och familjen toffelblomsväxter.

## Underarter
Arten delas in i följande underarter:
- C. a. aperta
- C. a. incana